# نان فسایی
کماچ فسایی یک نوع شیرینی است که از آرد گندم، گلاب، هل و زعفران تهیه می شود و روی آن را با تخم خرفه تزیین می کنند. این شیرینی سوغات شهر فسا در استان فارس است و سالانه نزدیک به ۱۵۰ تن کماچ فسایی از ۴۰ کارگاه تولیدی در این شهر تهیه می شود. کماچ فسایی ترد و خشک است و ماندگاری بالایی دارد.
برخی کماچ فسایی را با نان کماج اشتباه می گیرند در صورتی که کماج نوعی نان است که از آرد برنج و غیر آن و شکر پزند. شیرینی سنتی همدان کماج است و در مازندران و اصفهان نیز پخت می شود. این نوع نان هیچ آمیزه‌ای ندارد اما بسیار پرطرفدار است.
دیگر تفاوت کماچ فسایی با کماچ در نوع پخت آن است زیرا نان بر روی آتش پخته می شود ولی کماچ در زیر خاکستر داغ آتش و امروزه در درون فر تهیه می شود، نان فسایی برند تجاری این شیرینی است و نام واقعی و کهن این شیرینی کماچ فسا می باشد.

## بن مایه ها
1. ↑  کماچ-فسایی-سوغات-شیرین-فسا «کماچ فسایی سوغات شیرین فسا» مقدار |نشانی= را بررسی کنید (کمک). خبرگزاری صدا و سیما.[پیوند مرده]